# Hesychopa molybdica
Hesychopa molybdica är en fjärilsart som beskrevs av Turner 1940. Hesychopa molybdica ingår i släktet Hesychopa och familjen björnspinnare. Inga underarter finns listade i Catalogue of Life.